# Mulundu
Mulundu är ett departement i Gabon. Det ligger i provinsen Ogooué-Lolo, i den centrala delen av landet, 400 km öster om huvudstaden Libreville. Antalet invånare är 27 750. Arean är 13 650 kvadratkilometer.